# Sellaronda
Sellaronda è il nome turistico dato al percorso sciistico e stradale intorno al gruppo del Sella, gruppo montuoso delle Dolomiti posizionato tra le valli di Fassa, Livinallongo, Badia e Gardena, comprendente impianti di risalita per la pratica dello sci alpino, itinerari ciclistici ed escursionistici.

## Descrizione

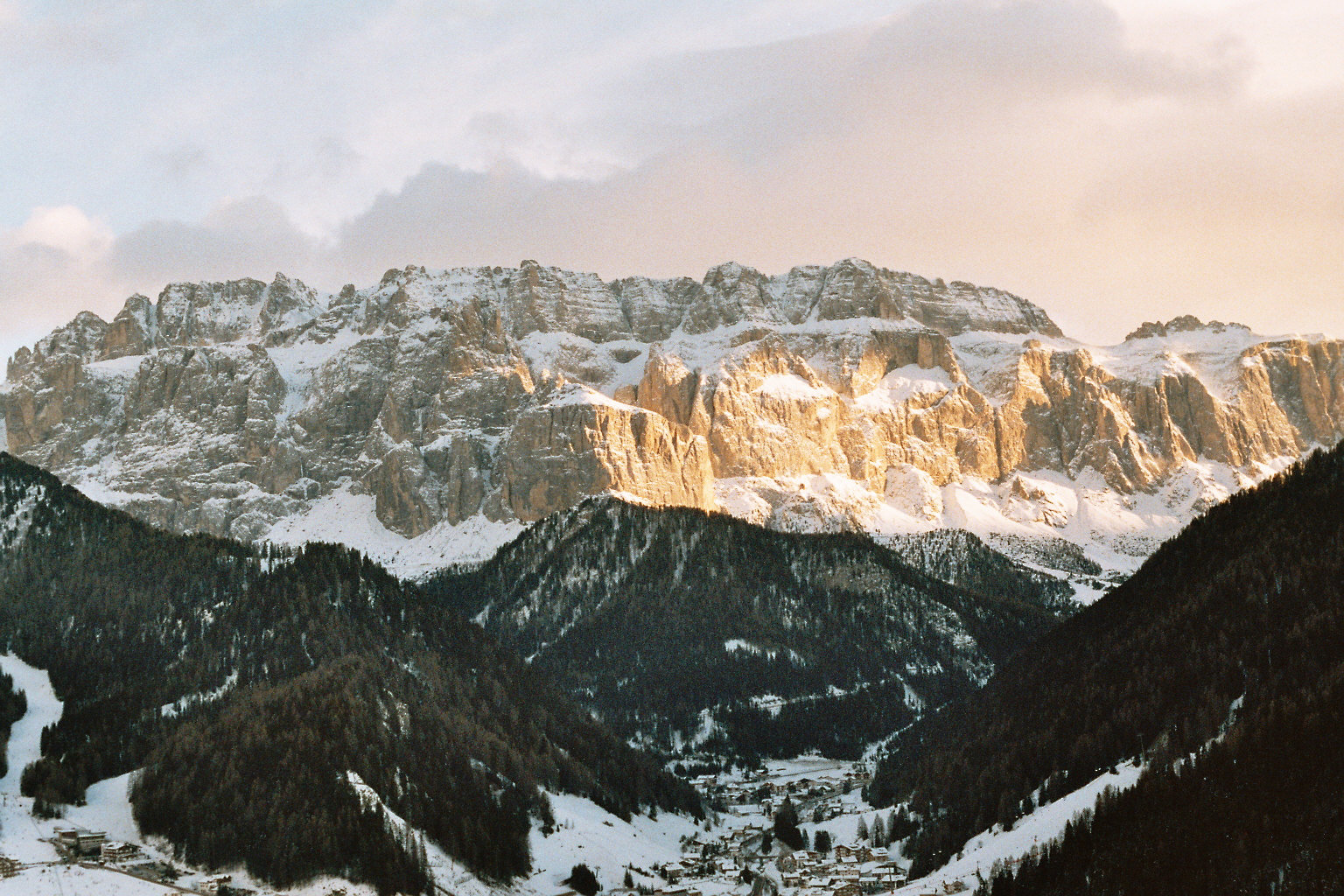
Il massiccio del gruppo del Sella visto dalla Val Gardena, attorno al quale si snoda il Sellaronda

Il Sellaronda è anche noto come Giro dei 4 passi, dato che il percorso transita attraverso quattro valichi alpini colleganti altrettante vallate dolomitiche: 
- passo Sella (2.240 m) collega la Val di Fassa con la Val Gardena;
- passo Pordoi (2.239 m) collega la Val di Fassa con la Val di Livinallongo del Col di Lana;
- passo Campolongo (1.875 m) collega la Val di Livinallongo del Col di Lana con la Val Badia;
- passo Gardena (2.121 m) collega la Val Badia con la Val Gardena.

Il giro tocca tre province e due regioni: la provincia autonoma di Trento e la provincia autonoma di Bolzano in Trentino-Alto Adige e la provincia di Belluno in Veneto.

## In inverno

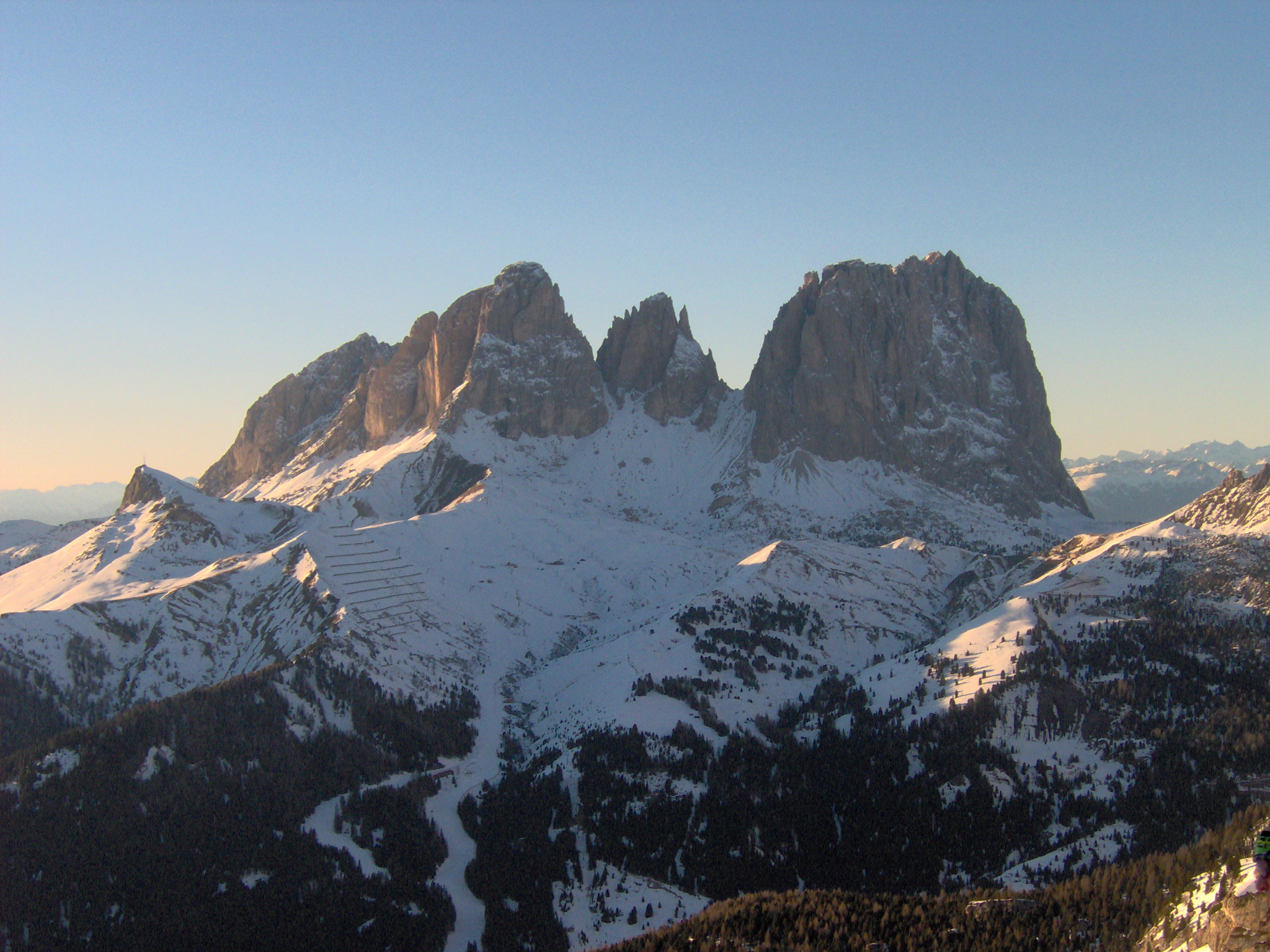
La pista sciistica "Tre-Tre" che scende dal Col Rodella vista dal passo Pordoi.

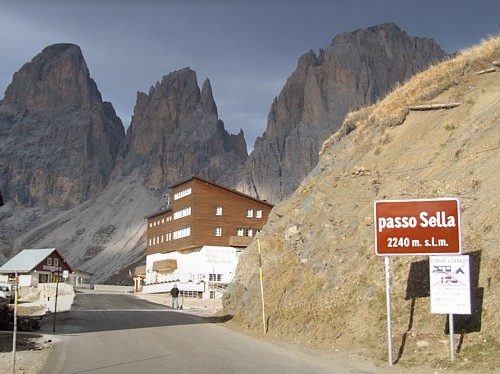
Passo Sella

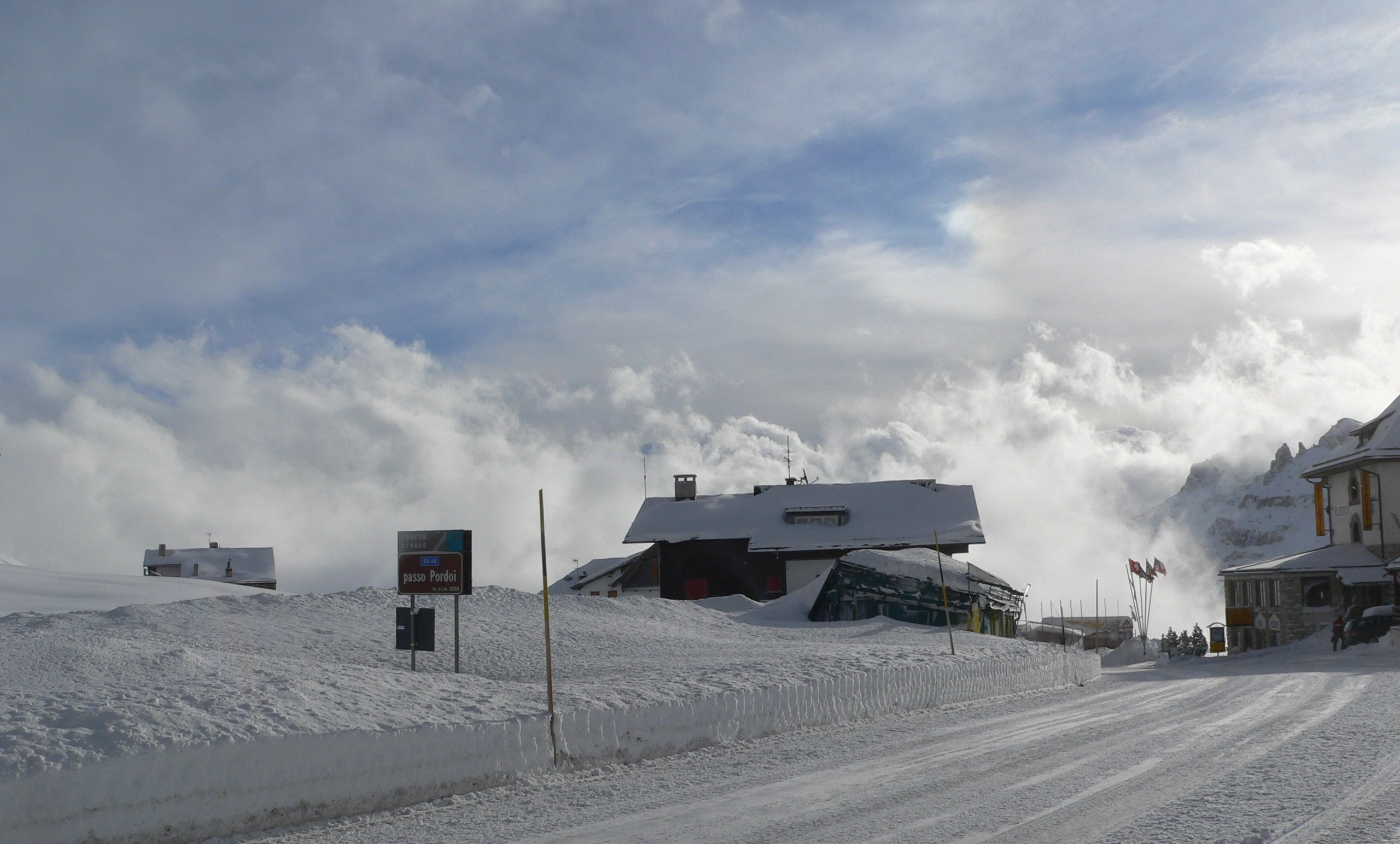
Passo Pordoi in inverno

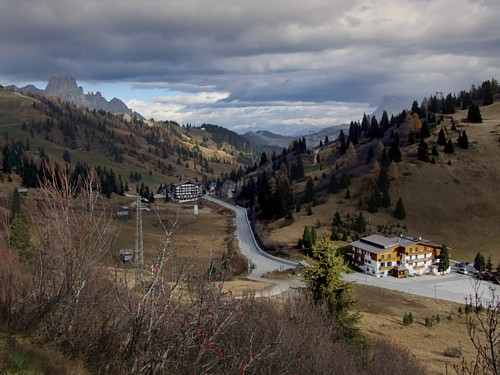
Passo di Campolongo

Il giro del Sellaronda durante il periodo invernale è percorribile in toto con gli sci sempre attaccati, grazie ad appositi impianti di risalita, raccordi e piste da discesa. Il percorso può essere effettuato in entrambi i sensi.
Il circuito può essere intrapreso da una qualsiasi delle località attorno al massiccio del Sella: Selva di Val Gardena, Corvara, Arabba e Canazei, ma anche da altre stazioni sciistiche ad esse collegate, come Campitello di Fassa, Pozza di Fassa, Santa Cristina Valgardena, Ortisei, Malga Ciapela, San Cassiano e La Villa, in uno dei comprensori sciistici più grandi, importanti e famosi al mondo: il Dolomiti Superski.
Il percorso complessivo, fra impianti e piste, è di circa 40 km.
Sci ai piedi, nel Sellaronda sono collegati 222 impianti e 483 km di piste.
Il giro comporta un'intera giornata di sci e include piste anche piuttosto tecniche; nelle vicinanze si trovano altresì la pista "Saslong" a Santa Cristina Valgardena e la "Gran Risa" a La Villa in Alta Badia, entrambe ospitanti annualmente gare di discesa libera, slalom gigante e parallelo, validi per la Coppa del Mondo di sci alpino.
La durata complessiva delle salite è di circa 1,5 ore, cui vanno aggiunti gli eventuali tempi d'attesa agli impianti di risalita e delle tappe di ristoro. Le discese possono essere percorse complessivamente in circa un'ora e mezza, a seconda delle capacità dello sciatore e delle condizioni. Sia che si affronti il giro in senso orario che in senso antiorario, la lunghezza del tracciato è circa la stessa.
Sulle piste del Sellaronda si svolge anche la Sellaronda Skimarathon, una competizione di sci alpinismo in notturna nata nel 1995.

### Sellaronda arancione (senso orario)
Partendo da Selva di Val Gardena (1.563 m) si prende la seggiovia "Costabella", da qui dopo una breve discesa, si prende la cabinovia "Dantercepies I+II" che porta al passo Gardena (2.137 m) e da qui si scende fino a Colfosco (1.645 m).
Con la cabinovia "Borest" si raggiunge Corvara in Badia (1.568 m), quindi si prende la cabinovia "Boè". Successivamente si discende sino al passo Campolongo (1.875 m) dal quale, con la seggiovia "Campolongo", si raggiunge il Bec de Roces (2.160 m), dove parte la pista che porta alla seggiovia "Arabba Fly" che attraversa il paese di Arabba (1.602 m).
Da qui le opzioni sono tre: con la funivia "Porta Vescovo", con la telecabina "DMC Forcella Europa" oppure con la telecabina "Portados" e la seggiovia "Carpazza". Si arriva in tutti casi alla vetta di Porta Vescovo (2.478 m), da dove si scende a "Pont de Vauz" (1.851 m) con le piste Salere e Alpenrose. Ancora una cabinovia, la "Fodom" che porta al passo Pordoi (2.239 m). Da qui si scende a quota 2.090 m, e si riprende a salire con la seggiovia "Lezuo" fino al Sass Becè (2.395 m), e quindi siamo al Belvedere (2.423 m), sopra Canazei (1.460 m).
Da qui una lunga discesa porta a Pian Frataces, per poi risalire in cabinovia "Pradel - Rodella" e prendere l'ultima seggiovia la "Ciavazes - Grohman" e siamo in cima al Passo Sella (2.244 m). Da qui affrontiamo la lunga discesa fino a Selva, chiudendo quindi il giro circolare.
In totale 13.518 metri con gli impianti di risalita e 23.100 metri di piste.

### Sellaronda verde (senso antiorario)

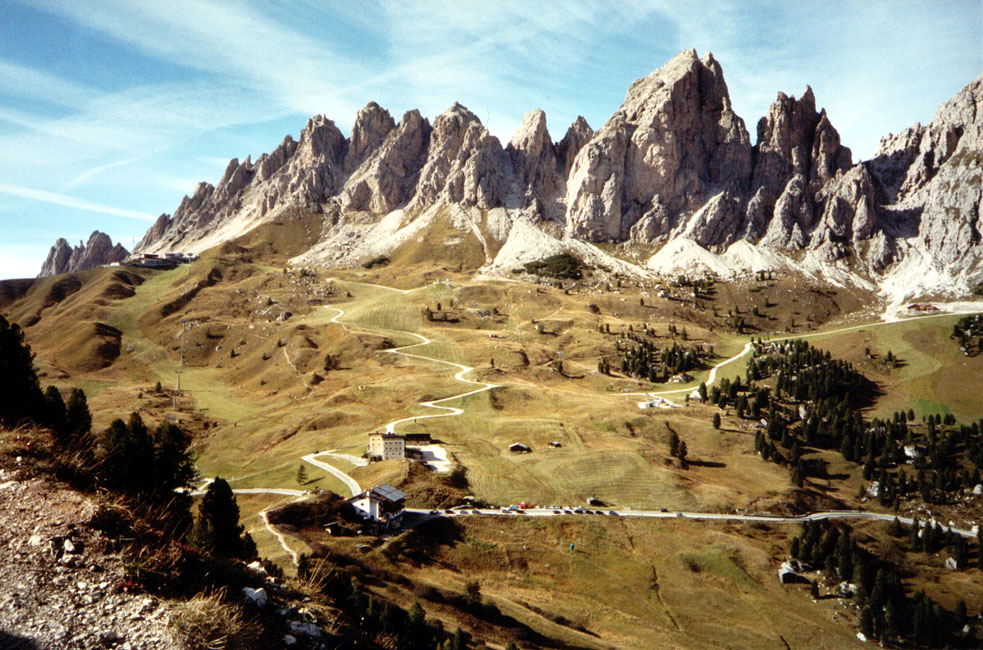
Passo Gardena

Partendo dal Ciampinoi, dove si sale con la cabinovia da Selva di Val Gardena, la prima discesa porta alla stazione di partenza della cabinovia riscaldata "Piz Seteur 1+2". Quindi si può scegliere se prendere la seggiovia "Città dei Sassi" (4 posti) oppure la "Gran Paradiso" (8 posti), dopodiché si affronta il passaggio nella suggestiva zona della "Città dei Sassi". Si sale poi al passo Sella (2.244 m) con la seggiovia "Sasso Levante" per scendere poi attraverso la val Salei poco sopra a Canazei (1.460 m) attraverso la pista 3-tre.
Dopo essere passati sotto la strada statale 48 delle Dolomiti si risale con la cabinovia "Pian Frataces-Gherdecia". Arrivati al Belvedere saliamo con la seggiovia a 6 posti "Sass Becè" sopra al passo Pordoi (2.239 m). Da qui si scende fino alla seggiovia "Alpenrose" per salire verso Porta Vescovo e poi scendere ad Arabba (1.602 m).
Dopo aver attraversato il paese a bordo della seggiovia "Arabba Fly", si sale al monte Burz con l'omonima seggiovia a 4 posti, breve discesa fino alla partenza della seggiovia "Le Pale - Bec de Roces" (2.160 m). Da qui discesa fino al passo di Campolongo (1.875 m) e risalita in seggiovia "Costoratta" da dove ci si innesta nella pista "Boè" che porta a Corvara (1.568 m).
Dopo la cabinovia "Borest" per raggiungere Colfosco, la seggiovia "Sodlisia", con la cabinovia "Plans-Frara" e la seggiovia "Val Setus" raggiungiamo il passo Gardena (2.137 m), per poi prendere ancora la seggiovia "Cir" per arrivare in cima al Dantercepies, da dove si scende a Selva (1.563 m) per la stupenda pista o una delle sue varianti.
In totale il percorso misura 38.655 metri tra impianti e piste.

## In estate

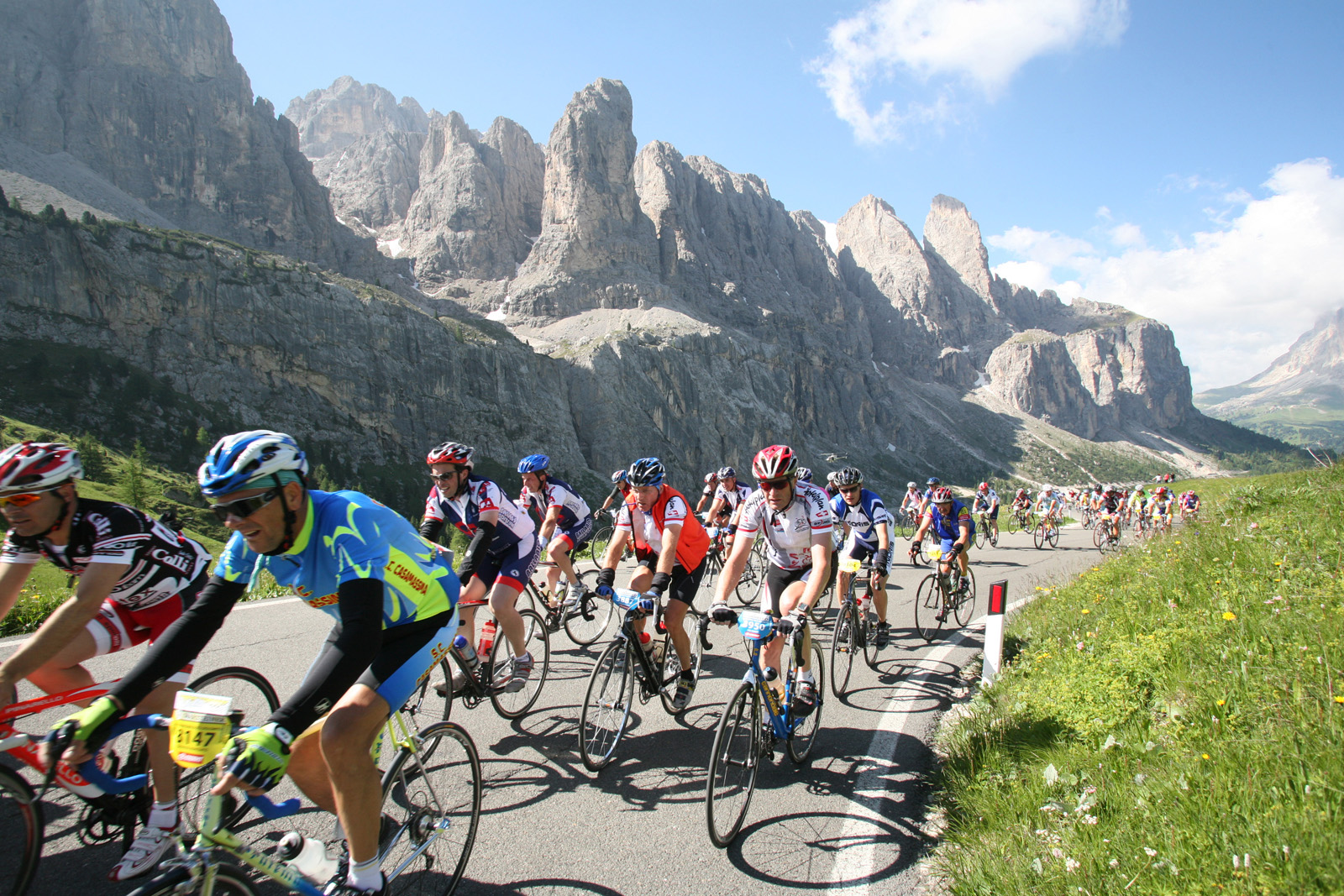
Maratona delle Dolomiti

### Escursionismo
Il giro del Sellaronda è percorribile anche d'estate, sia in senso orario che antiorario, a piedi o in mountain bike. È un percorso di circa 5-8 ore che prevede comunque un certo allenamento. Come in inverno, lo si percorre con l'aiuto degli impianti di risalita ed eventualmente degli autobus del Sellaronda bus.

### Ciclismo su strada
Il percorso stradale dei quattro passi che lo compongono è lungo circa 55 km ed è particolarmente frequentato dai ciclisti; queste salite sono state percorse in moltissime occasioni dal Giro d'Italia avendone fatta la storia.
Partendo dal tracciato del Sellaronda si sviluppa la celebre granfondo ciclistica maratona delle Dolomiti, che si svolge ogni anno nella prima domenica di luglio. 
Dal 2006 si svolge anche una manifestazione amatoriale, non competitiva, chiamata Sella Ronda Bike Day che prevede la chiusura al traffico automobilistico dei quattro passi riservandoli così, per un giorno, agli amanti della bicicletta. Questo evento precede la HERO Südtirol Dolomites (precedentemente nota come Südtirol Sellaronda Hero) che annualmente attira oltre 4000 partecipanti rendendola una gara di fama internazionale.